# Fernsehsignal

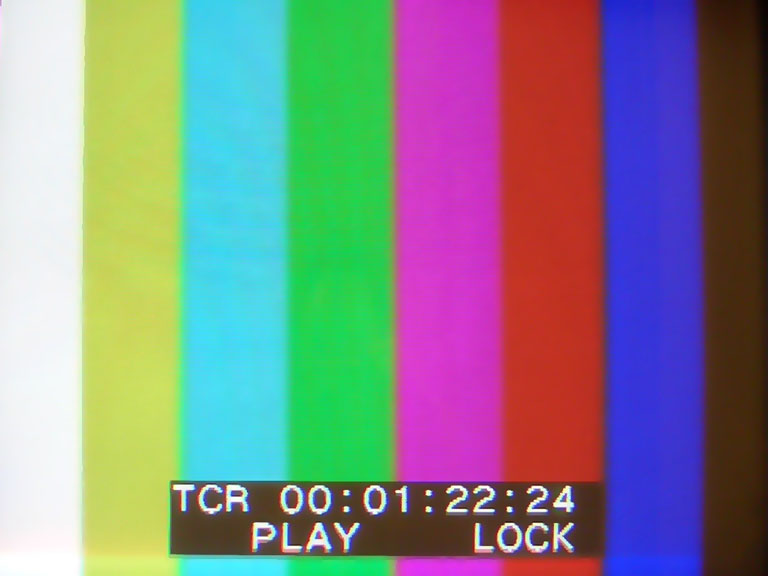
Testbild, sogenannter „Farbbalken“

Analoge Fernsehsignale sind die ersten großflächig eingesetzten Verfahren zur analogen Bild- und Tonübertragung, die unter anderem im Bereich des Fernsehrundfunk eingesetzt wurden. Seit Mitte der 1990er Jahre werden analoge Fernsehübertragungsverfahren zunehmend durch das digitale Fernsehen abgelöst, welches verschiedene Bildkompressionsverfahren und digitale Modulationsverfahren im Rahmen von Normen wie DVB-T verwendet.
Dieser Artikel behandelt ausschließlich die analogen Varianten der Fernsehsignalübertragung.

## Videosignale
Videosignale (Videotechnik) sind keine echte Teilmenge des Fernsehsignals, weil sie anwendungsbezogen sind und deshalb dem Fernsehstandard nicht entsprechen müssen. Es besteht jedoch ein ökonomischer Anreiz zur Kompatibilität mit den in großer Stückzahl gefertigten und deshalb preiswerten Geräten des Systems Fernsehrundfunk (landesbezogene Fernsehtechnik) oder mit der in neuerer Zeit verfügbaren Computertechnik.
Die klassische Bildaufnahmeröhre liefert ein B-Signal (Bildsignal, nicht zu verwechseln mit dem Blausignal). Dieses B-Signal wird in der Fernsehkamera ausgetastet und ergibt das BA-Signal. BA bedeutet Bild mit Austastung.
Der Austastpegel ist jene Gleichspannung, die dem Signalverlauf während der Austastdauer entspricht. Dieser Austastpegel ist der Bezugspegel für die weitere Signalverarbeitung und -übertragung. Das BA-Signal kann als Multiplikation des B-Signals mit dem logischen Austastsignal (A-Signal) verstanden werden. Es war üblich, das A-Signal dem BA-Signal auch additiv beizumengen. Dieser Signalanteil wird als Abhebung bezeichnet und vereinfachte die Unterdrückung sichtbarer Bild- und Zeilenrückläufe.
Innerhalb des Studios wurden BA-Signale (0,7 V) verarbeitet und angezeigt. Die für den synchronen Betrieb erforderlichen Impulssignale lieferte ein Taktgeber über Impulsverteilerverstärker. Typisch war die Impulsgruppe H, V, A, S (Horizontal-, Vertikal-, Austast- und Synchronimpulse mit Uss = 4 V).
Das Ausgangssignal eines Studios der Schwarzweißtechnik wurde aus dem BA-Signal durch Hinzufügung des S-Signals (0,3 V) gebildet und als BAS-Signal bezeichnet.
Die Impulssignale gelten nicht als Videosignale, obwohl das S-Signal durchaus als Schwarzbild (BAS) interpretiert werden kann. In dem gleichen Sinne ist das A-Signal ein Weißbild (BA-Signal, also ohne S-Anteil). Mit dem Übergang zur Transistortechnik, der zeitlich weitgehend dem Übergang zum Farbfernsehen entsprach, wurde die Impulsgruppe zunehmend durch ein voreilendes Schwarzbild ersetzt. Dieses Schwarzbild enthielt dann auch jene Impulssignale, die wegen der Einführung der Farbe zusätzlich notwendig wurden.
Die beim Farbfernsehen verwendeten Signale Y, R, G, B (Leuchtdichtesignal und Farbwertkanäle) sind BA-Signale, die oft auch den S-Anteil enthalten und dann BAS-Signale sind. Der modulierte Farbträger ergab den weiteren Buchstaben F und das vollständige Farbbildsignal wurde als FBAS-Signal oder gegebenenfalls als FBA-Signal bezeichnet. In die Austastlücken des FBAS-Signals wurden Datensignale (Videotext, ggf. Ton, Steuersignale für die Taktgeneratoren) und Prüfzeilen eingebettet.

## Der Signalbegriff
Die Ausführungen über Videosignale zeigen, dass der übliche Signalbegriff der Physik den Anforderungen kaum gerecht wird. Bei einem Signal geht es immer um die relativ willkürliche Interpretation, die der Empfänger vornimmt. Ein Signal ist eine nichtleere Menge von Größen. In den hier betrachteten Fällen sind die Größen vorzugsweise elektrische Spannungen, die insbesondere Bild und Ton entsprechen.
Bereits im Jahr 1865 wurde mit dem Pantelegraphen eine Einrichtung betrieben, die zwei in Zeilen zerlegte Bilder zeilenweise zeitmultiplex übertrug, wobei das Signal wertediskret („ein“ – „aus“), aber bezüglich der Zeit kontinuierlich war. Die Bildquelle waren keine Ladungsbilder, wie in den üblichen Aufnahmeröhren, sondern Leitfähigkeitsbilder, die mit isolierender Tinte auf eine leitfähige Folie gemalt oder geschrieben wurden. Dieses frühe Fax-Gerät schrieb elektrochemisch und benutzte synchronisiert schwingende Pendel mit elektrischen Haltemagneten. Das Bildsignal und die Synchronsignale unterschieden sich nur in ihren Parametern von den moderneren Signalen BA, V und H.
Bildpunkte gab es, wenn man von einer zu Demonstrationszwecken 1936 aufgebauten Matrix mit 100 × 100 Lampen absieht, erst mit der Einführung der digitalen Speicherung. Real existiert haben bis dahin nur die kontinuierlich abgetasteten Zeilen (in vertikaler Richtung sind diese Bilder somit schon lange diskret).
Bei der Entwicklung der Fernsehtechnik in den 1920er Jahren musste eine Möglichkeit gefunden werden, das von der Kamera aufgenommene Bild zum Empfänger zu transportieren. Eine parallele Übertragung der einzelnen Bildpunkte ist nicht realisierbar, da auf diese Weise jeder zu übertragende Bildpunkt einen Sendekanal (z. B. ein Kabel) benötigen würde. Ein Fernsehbild mit heutiger PAL-Auflösung würde damit 414.000 Sendekanäle benötigen (575 Bildzeilen × beispielsweise 720 Punkte pro Zeile).
Somit wurde eine serielle Übertragung des Fernsehsignales gewählt, bei der das bewegte Fernsehbild in einzelne, schnell nacheinander gezeigte stehende Bilder zerlegt wird und diese stehenden Bilder wiederum in einzelne Zeilen geteilt werden, die nacheinander übertragen werden. Dafür wird nur ein einzelner Sendekanal benötigt. Um das zu realisieren, gab es verschiedene Ansätze, zum Beispiel die Nipkow-Scheibe. Durchgesetzt hatte sich schließlich die Abtastung mittels einer Videoröhre.
Heute werden Bilder in Fernsehkameras durch CCD-Chips oder einen CMOS-Sensor orts- und zeitdiskret abgetastet.

## BAS-Signal
BAS-Signal (Bild-Austast-Synchron) ist die deutsche Entsprechung für das sogenannte VBS (Video Blanking Sync). Unter dem BAS-Signal versteht man das komplette Fernsehsignal für die Schwarzweiß-Bildübertragung, das sich aus dem Bildsignal (B), dem Austastsignal (A) und dem Synchronisationssignal (S) zusammensetzt (siehe oben). In der Farbbildübertragung kommt entsprechend das FBAS-Signal (Farb-BAS) bzw. CVBS (Color Video Blanking Sync) zum Einsatz, das zusätzlich die Farbinformationen enthält. Die englischen Abkürzungen werden häufig auch als Video Baseband Signal (VBS) bzw. als Composite Video Baseband Signal (CVBS) gedeutet.

### Zeilenweise Übertragung
Aufeinanderfolgende Einzelbilder (Frames, englisch für „Rahmen“) bzw. Halbbilder (Fields, Bilder mit halbierter vertikaler Auflösung) werden nacheinander übertragen. Jedes dieser Bilder besteht aus mehreren Zeilen, die ebenfalls aufeinanderfolgend gesendet werden, das heißt im Grunde besteht das Fernsehsignal aus der Abfolge der einzelnen Zeilen.
Bestünde dieses Signal nun jedoch nur aus der Aneinanderreihung der Zeilen, könnte der Empfänger nicht erkennen, wo eine Zeile auf dem Bildschirm dargestellt werden soll. Ebenso wenig könnte der Empfänger erkennen, wo eine neue Zeile beginnt. Daher werden dem Fernsehsignal an den Stellen, an denen Zeilen zweier verschiedener (Halb-)Bilder aufeinandertreffen, und am Beginn jeder einzelnen Zeile bestimmte Spannungsmuster hinzugefügt, die der Empfänger auswerten muss. Dabei handelt es sich um die Synchronsignale, die in das Gesamtsignal eingebettet sind. Hierbei unterscheidet man zwischen dem Vertikalen und dem Horizontalen Synchronsignal. Alle Angaben zum Timing beziehen sich auf das PAL-System.

### Horizontale Synchronisation
Jeder Zeilenbeginn muss einzeln markiert werden, damit sich der Empfänger erneut synchronisieren kann. Dies soll anhand der Darstellung einer Bildzeile gezeigt werden.

Unmoduliertes BA-Signal einer Zeile

Das Bild zeigt den zeitlichen Ablauf einer Zeile des Fernsehsignals. Als Beispiel dient hier eine vierstufige Grautreppe, das heißt, es sind vier vertikale Balken im Bild zu sehen. Von links nach rechts haben sie eine ansteigende Helligkeit, der linke Balken ist schwarz, die mittleren dunkel- und hellgrau, der rechte Balken ist weiß. Die Balken nehmen jeweils ein Viertel der Bildbreite ein. Nicht dargestellt sind die Flankendauern, die im Videobereich ca. 200 ns und im Synchronbereich ca. 300 ns betragen. Der als Zeilenlänge bezeichnete Bereich steht in dieser Lage nur im Studio zur Verfügung (vorlaufende Impulssignale). Auf der Empfängerseite liegen die Bezugszeitpunkte grundsätzlich in der Mitte der Vorderflanke des Synchronsignals.
Ganz links sieht man noch einen Teil der vorhergehenden Zeile (Weißpegel), danach folgt die vordere Schwarzschulter bei 0,3 Volt (Austastpegel), danach der 4,7 Mikrosekunden lange Zeilensynchronimpuls (Synchronpegel). In der Darstellung liegt der Synchronpegel bei 0 Volt. Hinter dem Zeilensynchronimpuls liegt die hintere Schwarzschulter, die 5,8 Mikrosekunden dauert. Ab hier beginnt das eigentliche Bildsignal, dessen Spannungswert der Helligkeit entspricht, wobei der Schwarzpegel bei einer Abhebung von 0,02 Volt bei 0,32 Volt liegt. Der Weißpegel liegt bei 1 Volt. Bei einer anderen Betrachtungsweise wird der Spannungspegel der Schwarzschultern als 0 V-Marke angenommen. Die Pegelwerte lauten dementsprechend −0,3 V für den Zeilensynchronimpuls und 0,7 V für den Weißwert, der nicht überschritten werden sollte (Tonstörungen wegen des Differenztonverfahrens).
An den Bildinhalt schließt die vordere Schwarzschulter des Austastbereiches zur nächsten Zeile an.
Der nominale Bezugszeitpunkt ist die Mitte der Vorderflanke des Synchronimpulses. Bei direkter Synchronisation löst diese Flanke den Zeilenablauf aus. Die direkte Synchronisation wurde von der Schwungradsynchronisation abgelöst, die für SECAM-Decoder praktisch unverzichtbar ist. Bei der Schwungradsynchronisation werden Fehler bei der Erkennung der Flanke über die Zeit ausgemittelt.
Der Elektronenstrahl des Empfängers zeichnet zuerst das erste Halbbild („ungerade Zeilen“ = Zeilen 1, 3, 5, 7,… usw.) und danach das zweite Halbbild („gerade Zeilen“ = Zeilen 2, 4, 6,… usw.). Ist die Darstellung des Zeileninhaltes beendet, löst die fallende Flanke des Zeilensynchronimpulses den Zeilenrücklauf aus, bei dem der Strahl wieder an den Anfang der nächsten Zeile springt. Dies geschieht sehr schnell, und der Elektronenstrahl wird dabei dunkelgetastet. Ist das erste Halbbild fertig, gibt es einen sogenannten Bildrücklauf (Vertikalrücklauf).

#### Vordere Schwarzschulter
Ist das Zeilenende weiß (Pegel bei 1 Volt), müsste der Pegel sehr schnell auf 0 Volt abfallen, was aus technischen Gründen (Signalbandbreite) nicht möglich ist. In unserem Bild ist das der Fall, es käme hier also zu einem verzögerten Zeilenrücklauf. Das Ergebnis wäre eine falsche Synchronisation zwischen Sender und Fernsehgerät. Um das zu verhindern, fügt man die vordere Schwarzschulter mit einer Dauer von 1,5 Mikrosekunden ein. Das verkürzt aber die sichtbare Zeile um den gleichen Betrag.

#### Hintere Schwarzschulter
Das Vorhandensein der hinteren Schwarzschulter hat eine schaltungstechnische Ursache. Nach dem besonders schnellen Zeilenrücklauf treten am Anfang des Zeileninhaltes (Hinlauf) Einschwingerscheinungen auf. Die hintere Schwarzschulter dient als Puffer, damit diese Schwingungen rechtzeitig bis zum Beginn des Bildinhaltes abgeklungen sind. Sie dient auch der Festlegung des Schwarzpegels (Klemmschaltung (Nachrichtentechnik)).

#### Zeilenaustastlücke
Der Zeilensynchronimpuls, die vordere und die hintere Schwarzschulter bilden zusammen die Zeilenaustastlücke. Diese kann auf einem Monitor sichtbar gemacht werden, indem man das Fernsehbild nach links verschiebt und die Helligkeit auf ein Maximum erhöht. Dabei sind die vordere und hintere Schwarzschulter als graue senkrechte Balken und dazwischen der Zeilensynchronimpuls als schwarzer, senkrechter Balken zu erkennen. Bei professionellen Monitoren ist für diese Funktion ein eigener Schalter vorhanden.

### Vertikale Synchronisation
Das Muster von Impulsen für die vertikale Synchronisation liegt ebenfalls in dem Pegelbereich zwischen 0 V und 0,3 V und unterbricht die Folge der Vorderflanken der horizontalen Synchronimpulse nicht:

Abfolge der Synchronimpulse für vertikale Synchronisierung

Um im Heimempfänger eine einfache Erkennung des Vertikalimpulses durch Integration – zum Beispiel durch ein RC-Glied – und Vergleich mit einem als „Schaltniveau“ bezeichneten Schwellwert zu erreichen, ist der Vertikalimpuls 2,5 Zeilen (2,5 × 64 Mikrosekunden) lang, wovon vor jeder horizontalen Flanke und der Mitte dazwischen etwa 4,7 µs abgehen. Die Impulse des zweiten Halbbildes entsprechen konsequent der Frequenz von 50 Hz und sind deshalb bezüglich derer des ersten Halbbildes im Zeilenraster um eine halbe Zeile verschoben. Die Unterbrechungen des Vertikalimpulses vermeiden Störungen der Horizontalablenkung während des vertikalen Rücklaufes und Einschwingvorgänge (Schwungradsynchronisation) zu Beginn des Halbbildes.
Im Studio wird meist die auf die Bezugsflanke bezogene Dauer der einzelnen Synchronimpulse mit einem Vergleichswert (Monoflop) verglichen.
Das Muster für die Vertikalablenkung besteht aus folgenden Impulsen:
- 5 Vortrabanten: Kurze Synchronimpulse mit der halben Dauer (2,35 µs) und dem halben Abstand der normalen horizontalen Synchronimpulse.

Sie laden bzw. entladen den Kondensator des RC-Gliedes auf einen definierten Spannungspegel, damit die Zeit bis zum Erreichen des benötigten Schaltniveaus immer gleich bleibt. Würden sie fehlen, könnte der Kondensator durch vorherige Bildinhalte oder eventuell vorhandene Störspannungen bereits vorgeladen sein und der Zeitpunkt, zu dem das Schaltniveau erreicht wird, wäre nicht vorhersehbar.
Alle fallenden Flanken des Synchronsignals (Vorderflanken) werden von der doppelten Zeilenfrequenz bestimmt. Die zeitliche Lage der steigenden Flanken enthält die Information über die Art des einzelnen Impulses. Als Impulsdach gilt der Synchronpegel bei 0 V, als Impulsgrund der Austastpegel bei 0,3 V.
Die Trabanten vertuschen die Tatsache, dass der V-Impuls in dem einen Halbbild am Zeilenanfang und in dem anderen Halbbild in der Zeilenmitte beginnt und werden deshalb auch als Ausgleichsimpulse bezeichnet. Bei dem voreilenden Schwarzbild kann der Beginn der vertikalen Austastung von der Rückflanke des ersten Vortrabanten abgeleitet werden.
- 5 Hauptimpulse: Synchronimpulse, die fast die Dauer einer halben Zeile haben (27,3 µs).

Sie laden den Kondensator auf und synchronisieren so den Vertikaloszillator, der Vertikalrücklauf wird eingeleitet. Die Zeit bis zum Erreichen des Schaltniveaus ist vom Gerät abhängig. Es besteht sogar eine gute Chance, dass der Schaltpunkt von einer der Unterbrechungen zwischen den Hauptimpulsen bestimmt wird. Besonders in diesem Fall ist die zeitliche Lage in jedem Halbbild richtig. Fehler führen zu einer Paarigkeit der Zeilen.
- 5 Nachtrabanten: Kurze Impulse wie die Vortrabanten.

Sie entladen den Kondensator wieder, damit durch eventuell auftretende Störimpulse unmittelbar nach den Hauptimpulsen das Schaltniveau nicht wieder erreicht werden kann. Sonst könnten diese Störimpulse zu einer erneuten (Fehl)-Synchronisation führen.
Wegen der Unterbrechungen des Vertikalimpulses und wegen der Trabanten zeigt ein Zählfrequenzmesser 15640 Impulse pro Sekunde an.

### Vertikales Timing
Es werden 25 Vollbilder je Sekunde übertragen, jedes Vollbild besteht aus 15.625 / 25 = 625 Zeilen, von denen jedoch bei Farbe nur maximal 575 Zeilen sichtbar sind; der Rest stellt die „vertikale Austastlücke“ dar. Auf den meisten realen Fernsehern sind nur gut 550 Zeilen tatsächlich zu sehen, der Rest der theoretisch sichtbaren Zeilen „verschwindet“ hinter dem Bildrand (sog. Overscan, siehe auch Aktionsfeld und Titelfeld).
Jedes einzelne Vollbild besteht aus zwei „Halbbildern“. Das erste Halbbild enthält nur die ungeradzahligen Zeilen des Vollbildes, das zweite nur die geradzahligen Zeilen. Die beiden Halbbilder werden im Zeilensprungverfahren nacheinander übertragen. Sie werden wie zwei ineinander verschachtelte Kämme angezeigt. Durch die Trägheit des menschlichen Auges und das Nachleuchten der Röhre wird so das Flimmern des Bildes vermindert. Dieses Verfahren kann allerdings zu auffälligem Flimmern bei dünnen, horizontalen Linien führen. Fernseher mit 100-Hz-Technik oder LCDs müssen die beiden Halbbilder erst wieder zu einem einzigen Bild zusammenfügen (Deinterlacing). Durch die höhere zeitliche Auflösung der Halbbilder können dabei in horizontal bewegten Objekten Kammeffekte auftreten, die auf konventionellen 50-Hz Röhrenfernsehern nicht zu sehen sind.

### Horizontales Timing
Abhängig von der Fernsehnorm werden in Europa zumeist genau 15.625 Bildzeilen pro Sekunde übertragen, das heißt: Eine komplette Bildzeile dauert genau 64 Mikrosekunden.
Die Toleranz der Frequenz betrug beim Schwarzweiß-Fernsehen {\displaystyle 10^{-4}} und wurde mit Rücksicht auf das PAL-Verfahren auf {\displaystyle 10^{-6}} verbessert. Ausgehend von der Mutterfrequenz wurden die markanten Zeitpunkte auch noch beim Farbfernsehen mit Hilfe aneinandergereihter Kippvorgänge (monostabiler Multivibrator) gewonnen. In vertikaler Richtung wurden die relativ ungenauen Zeiten der aufwandssparenden astabilen Multivibratoren durch die genaueren Zeitpunkte der Mutterfrequenz synchronisiert.
Während der aktiven Zeilendauer von 52 µs werden Bilddaten übertragen, dazu kommen 1,5 µs vordere Schwarzschulter, 4,7 µs Synchronimpuls und 5,8 µs hintere Schwarzschulter. Die beiden Schwarzschultern und der Synchronimpuls werden zusammen als horizontale Austastlücke bezeichnet, diese dauert insgesamt 1,5 + 4,7 + 5,8 = 12 Mikrosekunden. Die Übertragung des Bursts (siehe unten bei Farbdarstellung) liegt innerhalb der hinteren Schwarzschulter und beginnt 5,8 µs nach dem Anfang des Syncimpulses, also bei korrektem Timing 1,1 µs nach dem Anfang der hinteren Schwarzschulter. Der Burst bzw. Burstimpuls dauert 2,25 µs und enthält im FBAS-Signal etwa 10 Sinusschwingungen. Am Ende der hinteren Schwarzschulter beginnen dann wieder die Bilddaten der nächsten Zeile. Bei Schwarzweiß-Sendungen gibt es keinen Burst; der Empfänger erkennt deren Fehlen und schaltet seine Farb-Dekodierungs-Schaltkreise ab. Würde er das nicht tun, wäre eine Schwarzweiß-Übertragung mit dem bei der Farb-Dekodierung entstehenden Farbrauschen hinterlegt. Allerdings werden heute von fast allen Fernsehstationen alle Sendungen mit Burst ausgesendet, auch Schwarzweiß-Sendungen. Die Farbdarstellung wird in diesem Fall senderseitig durch Ausfiltern der entsprechenden Frequenzen verhindert.

## FBAS-Signal
Das Farb-Bild-Austast-Synchron-Signal (FBAS; englisch CVBS, Color, Video, Blanking, and Sync.), wird auch umgangssprachlich als „Farbfernsehsignal“ bezeichnet.
Es hat bis auf die Farbanteile (im Bild unten grau) prinzipiell die gleiche Struktur wie ein BAS- (Schwarzweiß-) Signal und kann deshalb auch auf einem Schwarzweiß-Empfänger wiedergegeben werden, was bei der Einführung des Farbfernsehens sehr wichtig war (Kompatibilität).

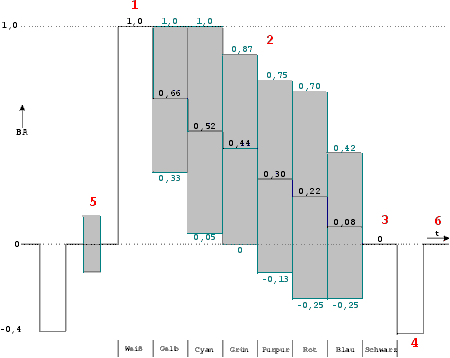
FBAS-Normbalkenfolge

Dieses Diagramm zeigt das Oszillogramm einer Zeile eines PAL-modulierten Fernsehbildes für die Normbalkenfolge mit einer Farbsättigung von 75 Prozent und einer ebenfalls auf 75 Prozent reduzierten Helligkeit in den farbigen Balken Gelb, Cyan, Grün, Magenta, Rot und Blau. (EBU-Testsignal). Es gliedert sich in folgende Abschnitte:

EBU-Testsignal

1. Das Bild beginnt mit einem weißen Balken.
2. Daran schließen sich weitere Balken mit den Farben in abnehmender Helligkeit an. Man erkennt, im Bild grau eingefärbt, die übertragene Farbinformation. Die Farbintensität äußert sich in der Stärke des Farbsignals (hier: Höhe des grauen Bereichs im Diagramm), der Farbton in der Phasenlage relativ zu dem Farbträger (im Diagramm siehe Ziffer 5). Die Farbinformation liegt z. B. bei PAL in der Frequenz 4,43 MHz vor und ist wegen dieser vergleichsweise hohen Frequenz in dieser Darstellung nicht als sinusförmige Schwingung zu erkennen, weil jeder Farbbalken knapp 30 volle Schwingungen des Farbsignals enthält. Die in der Zeichnung dargestellten senkrechten und waagerechten Linien sind nur dort zu erkennen, wo sie vom Farbsignal nicht verwaschen werden. Beispiele: Rechts und links vom (vor der Modulation trapezförmigen!) Burstimpuls sind Linien nicht erkennbar, bei den Farbbalken ist die Darstellung uneinheitlich.
3. Schwarz und die vordere Schwarzschulter. Bei Schwarz und bei Weiß ist keine Farbmodulation zu erkennen, weil diese Farben „unbunt“ sind, also deren Farbsättigung Null beträgt. Da bei der von PAL und NTSC verwendeten Quadraturmodulation auch kein Träger übertragen wird, im Gegensatz zu der bei SECAM verwendeten Frequenzmodulation, können anhand dieses Merkmals PAL und NTSC von SECAM unterschieden werden. Bei SECAM wäre auf dem Helligkeitssignal für Weiß und Schwarz der (unmodulierte) Farbträger zu erkennen, auf dem Oszilloskop würden diese für das bloße Auge genauso wie ein farbiger Balken aussehen.
4. Der Synchronimpuls mit einer Länge von 4,7 µs.
5. Die hintere Schwarzschulter mit dem PAL-Burst (englisch für „hineinplatzen“). Die Farbinformation ist bei PAL nur bei farbigem Bildinhalt zu sehen. Zu ihrer Decodierung wird ein Oszillator benötigt, der mit dem (bei Quadraturmodulation unterdrückten) Farbträger synchronisiert ist. Der Burst dient der Synchronisation des Empfängers mit dem (sonst unterdrückten) Farbträger. Es werden circa 10 Sinuswellen des Farbträgers direkt übertragen; der Schaltkreis, der im Empfänger den Farbträger neu erzeugt, wird während dieses Zeitraums jeweils mit dem Farbträger des Senders in Frequenz und Phasenlage synchronisiert, für den Rest der Zeile kann er dann auf Basis dieser Abstimmung selbstständig arbeiten. Das Oszillogramm eines SECAM-Signales wäre ähnlich, da dort zwecks Erkennung, dass eben SECAM vorliegt und nicht PAL oder NTSC, während dieser Phase unmoduliert der Träger übertragen wird. (In der Anfangszeit von SECAM dienten dieser Erkennung spezielle Bildzeilen während der Vertikalaustastlücke, diese wollte man aber später für Videotext, VPS und andere Dienste zur Verfügung haben.)
6. Der Anfang der nächsten Zeile.

Ein Videosignal (z. B. FBAS), das direkt (ohne Modulation) auf einer Leitung übertragen wird, wird Composite Video genannt.

## Rundfunkübertragung des Fernsehsignals
Zum Übertragen auf langen Strecken (terrestrisch, Satellit, Kabel) wird das Videosignal, hier auch Basisband-Signal genannt, auf ein Trägersignal aufmoduliert. So lassen sich über eine Strecke mehrere Videosignale gleichzeitig übertragen und die Kosten der Strecke teilen sich auf die übertragenen Videosignale auf. Bei den meisten Fernsehnormen wird dabei eine negative Amplitudenmodulation verwendet – die niedrigsten Spannungen (Synchronpulse) des Composite-Signals entsprechen also den höchsten Feldstärken des Funksignals, und umgekehrt die höchsten Spannungen (weiße Flächen im Bild) den niedrigsten Feldstärken. Der Vorteil dieser zunächst unlogisch erscheinenden Anordnung ist, dass sich dann typische kurze Störpulse nicht als sehr auffällige weiße, sondern als unauffälligere schwarze Punkte im Bild wiederfinden. Zudem lässt sich bei Negativmodulation die automatische Verstärkungsregelung im Fernsehempfänger schaltungstechnisch einfacher umsetzen.

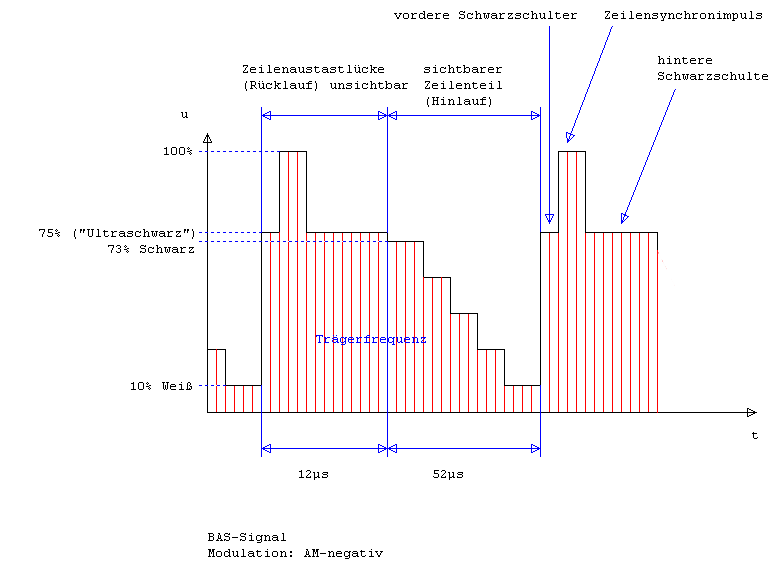
BAS-Signal moduliert

Dieses Bild zeigt eine Zeile eines modulierten Fernsehsignals, wie man es mit einem Oszilloskop darstellen könnte, wenn ein Graubalkentestbild verwendet wird. Es zeigt nur die positiven Halbwellen des Trägersignals (rot dargestellt) mit dem aufmodulierten BAS-Signal. Die negativen Halbwellen beinhalten noch einmal dasselbe BAS-Signal. Deshalb müsste man es „herunterklappen“.

### Spektrum
Bei der Amplitudenmodulation entstehen neben der Trägerfrequenz weitere Frequenzen, die sogenannten Seitenbänder. Sie liegen auf der Frequenzachse unter- und oberhalb der Trägerfrequenz und erreichen beide jeweils die Breite der höchsten Modulationsfrequenz. Bei einer maximalen Videofrequenz von ca. 5 MHz würde bereits alleine das Videosignal eine Bandbreite von 10 MHz belegen. Die beiden Seitenbänder würden dabei jeweils einzeln die volle Information des Signals beinhalten. Deshalb könnte man theoretisch auf die Übertragung eines der Seitenbänder verzichten und würde damit den Bedarf an Bandbreite halbieren. Die dafür notwendige Technik der Einseitenbandmodulation ist aber auf der Empfängerseite relativ aufwendig, so dass man sich zu einem Kompromiss entschloss. Auf der Senderseite wird eines der beiden Seitenbänder zum Teil entfernt. Dieses Rundfunksignal mit teilunterdrücktem Seitenband (Restseitenbandmodulation) erlaubt eine dichtere Belegung der Frequenzbänder und führte zu einem Kanalabstand von nur 7 MHz im VHF-Band III.

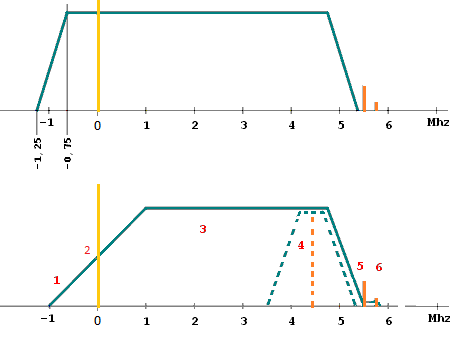
Bandfilter und Träger in Sender (oben) und Empfänger (unten)

In diesem Bild ist das Frequenzspektrum eines Fernsehsignals dargestellt: CCIR-Norm für den Bildsender-Amplitudenfrequenzgang (oben) und die Empfänger-Durchlasskurve (unten). Die angegebenen Frequenzen beziehen sich auf die in den meisten Ländern  verwendete PAL B/G-Fernsehnorm und sind relativ zum Bildträger angegeben.
1. Das untere Restseitenband. Das Fernsehsignal wird amplitudenmoduliert, wobei von einem Seitenband nur ein Teil übertragen wird. Die ansteigende Flanke des Bandfilters im Empfänger heißt Nyquistflanke. Das untere Restseitenband ist etwa 0,75 MHz breit (übertragen werden 1,25 MHz).
2. Der Bildträger. Er ist nicht maßstabstreu gezeichnet und hat etwas mehr als die doppelte Amplitude der Seitenbänder. Der Punkt, an dem die Nyquistflanke den Träger schneidet, heißt Nyquistpunkt. Er liegt mittig auf der Flanke des Filters. (Er sollte nicht mit dem Nyquistpunkt verwechselt werden, der bei der Betrachtung der Stabilität von Regelkreisen eine wichtige Rolle spielt.)
3. Das Helligkeitssignal. Dieses erstreckt sich bis etwa 5 MHz.
4. In den oberen Teil des Helligkeitssignals ist das Farbsignal eingeschachtelt. Der Farbträger liegt bei 4,43361875 MHz und ist unterdrückt – er wird im Empfänger neu erzeugt.
5. Das Tonsignal. Der Tonträger liegt bei 5,5 MHz. Sein Pegel liegt 12 dB niedriger als der des Bildträgers.
6. Der zweite Tonträger, falls eine Stereo- oder eine Zweikanaltonübertragung vorliegt. Er liegt 242,1875 kHz oberhalb des ersten Tonträgers und sein Pegel ist 6 dB geringer als dieser.

Beide Tonträger sind mit einem Frequenzhub von 50 kHz frequenzmoduliert.